# هايكو (نظام تشغيل)
هايكو (بالإنجليزية: Haiku)‏ هو نظام تشغيل مفتوح المصدر يريد هذا المشروع إعادة إنشاء النظام المتوقف بي أو إس، كان يُعرف Haiku مسبقاً باسم OpenBeOS حيث بدأ في عام 2001، في الحقيقة يستخدم Haiku نواة نظام التشغيل NewOS.

## اهداف Haiku
إنشاء نظام تشغيل
- سهل الاستخدام.
- مفتوح المصدر ومجاني.
- حُر في الإدارة.
- سريع على العتاد القديم.
- قوي بما فيه الكفاية.

## وصلات
الموقع الرسمي
وادي التقنيّة - الإصدارة ألفا الثالثة من Haiku